# Aheront (rijeka)
Aheront (grčki: Αχέρων) je rijeka u Epiru na sjeverozapadu Grčke. Rijeka ima dva izvora, jedan na planini Tomaros u prefekturi Janjina.
Drugi je izvor na planini Souli (Ori Souliou). Rijeka protječe do svog uvira u Jonsko more kod mjesta Ammoudia (blizu grada Parga) kroz prefekture; Janjina, Preveza i Tesprotia.

## Rijeka Aheront u mitologiji
Aheront je po grčkoj mitologiji jedna od pet rijeka koje tvore granicu između ovozemaljskog (života) i podzemnog svijeta - Hada (smrti), pored Stiksa, Kokita, Flegetona i Lete.
U vrijeme antičke Grčke riječ Aheront izgovarala se je kao ὁ ἄχεα ῥέων (ho akhea rheōn), a to je značilo rijeka boli, i vjerovalo se da je povezana s rijekom Stiks, preko koje je mitski Haron prevozio duše tek umrlih u Had. Jezero po imenu Aherosija, rijeka s još uvijek istim imenom Aheront, kao i ostatci hrama Nekromanteiona ( to je jedini hram posvećen bogu Hadu) pronađeni su pored mjesta Parga, na nasuprotnoj strani otoka Krf.

## Vanjske poveznice
|  | Zajednički poslužitelj ima još gradiva o temi Aheront |